# Лаконь
Лако́нь (фр. Lacaugne, окс. La Caunha) — коммуна во Франции, находится в регионе Юг — Пиренеи. Департамент — Верхняя Гаронна. Входит в состав кантона Рьё-Вольвестр. Округ коммуны — Мюре.
Код INSEE коммуны — 31258.

## География
Коммуна расположена приблизительно в 630 км к югу от Парижа, в 38 км к югу от Тулузы.

## Климат
Климат умеренно-океанический. Зима мягкая и снежная, весна характеризуется сильными дождями и грозами, лето сухое и жаркое, осень солнечная. Преобладают сильные юго-восточные и северо-западные ветры.

## Население
Население коммуны на 2010 год составляло 198 человек.
| 1962 | 1968 | 1975 | 1982 | 1990 | 1999 | 2010 |
| ---- | ---- | ---- | ---- | ---- | ---- | ---- |
| 144  | 154  | 149  | 179  | 170  | 168  | 198  |

## Администрация
| Период | Период | Фамилия               | Партия  | Примечания                          |
| ------ | ------ | --------------------- | ------- | ----------------------------------- |
| 1995   | 2014   | Франсуаза Дедьё-Касти | Зелёные | вице-президент регионального совета |
| 2014   | 2020   | Жан-Марк Эскироль     |         |                                     |

## Экономика
В 2010 году среди 132 человек трудоспособного возраста (15—64 лет) 102 были экономически активными, 30 — неактивными (показатель активности — 77,3 %, в 1999 году было 73,8 %). Из 102 активных жителей работали 97 человек (52 мужчины и 45 женщин), безработных было 5 (4 мужчины и 1 женщина). Среди 30 неактивных 10 человек были учениками или студентами, 8 — пенсионерами, 12 были неактивными по другим причинам.

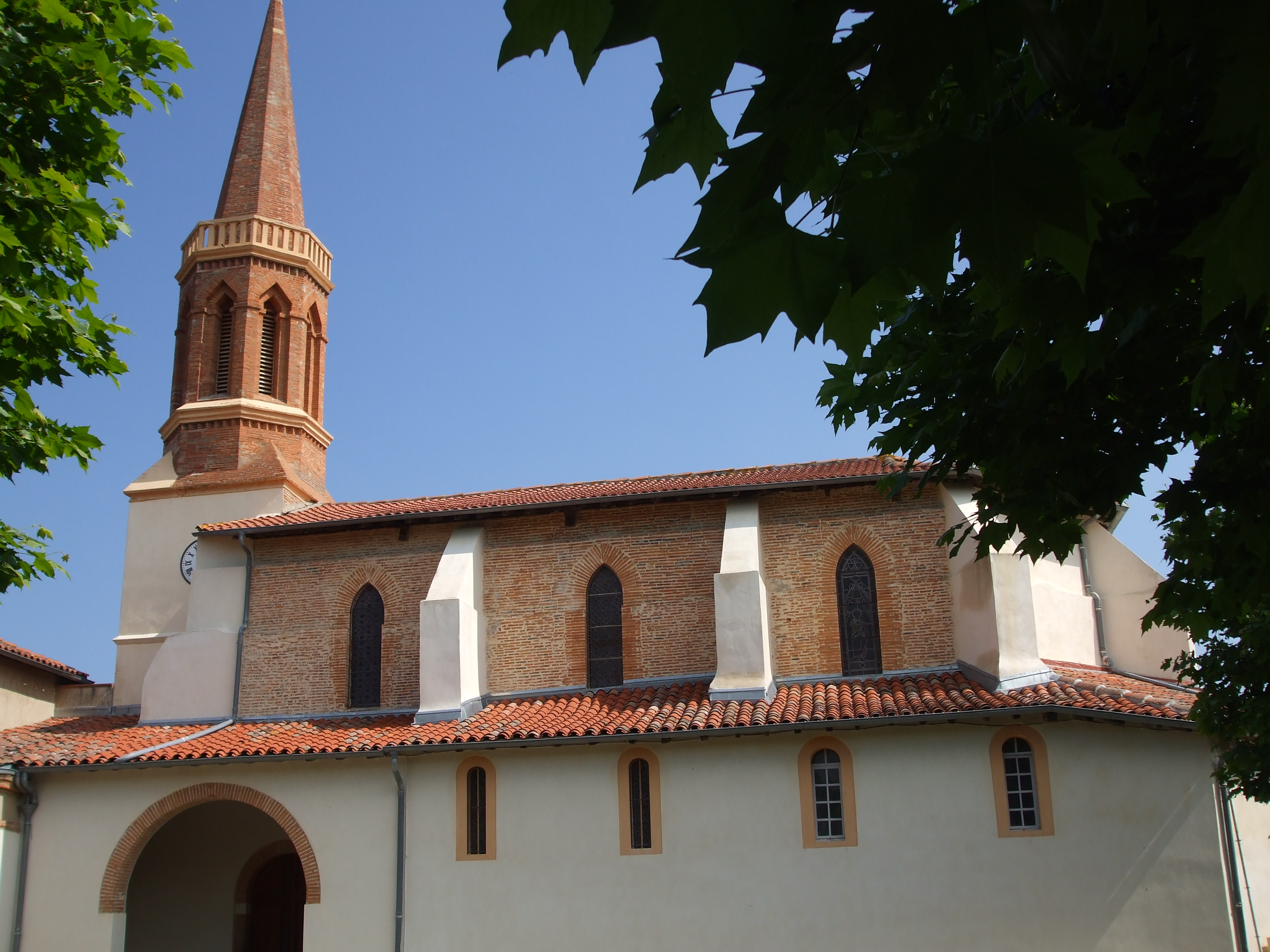
Церковь Св. Марии Магдалины